# 维莱苏富卡蒙
维莱苏富卡蒙（法語：Villers-sous-Foucarmont，法語發音：[vilɛʁ su fukaʁmɔ̃]，意为“富卡蒙下方的维莱”）是法国滨海塞纳省的一个市镇，属于迪耶普区。

## 地理
维莱苏富卡蒙（49°50'17"N, 1°33'48"E）面积7.01 平方千米，位于法国诺曼底大区滨海塞纳省，该省份为法国北部沿海省份，其西部及北部濒大西洋英吉利海峡，东起顺时针与索姆省、瓦兹省、厄尔省和卡爾瓦多斯省接壤。
与维莱苏富卡蒙接壤的市镇（或旧市镇、城区）包括：卡朗日维尔、富卡蒙、雷通瓦勒、圣莱热欧布瓦。
维莱苏富卡蒙的时区为UTC+01:00、UTC+02:00（夏令时）。

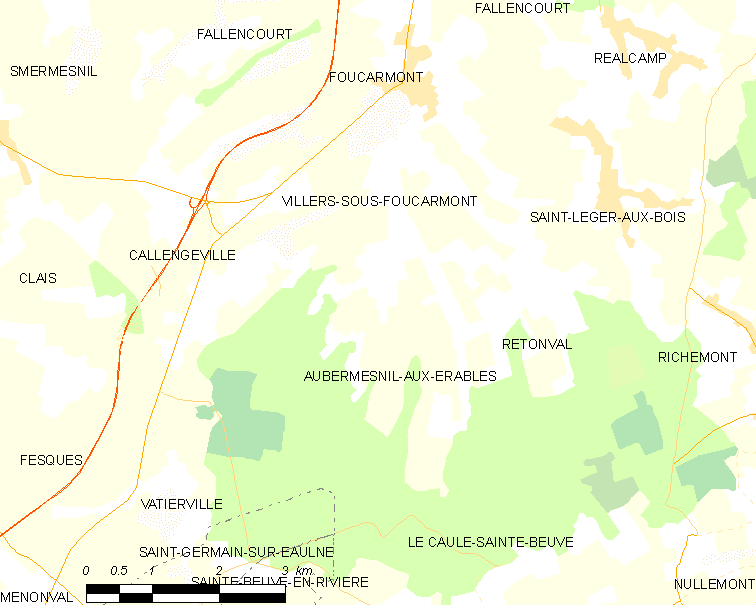
维莱苏富卡蒙的OSM定位图

## 行政
维莱苏富卡蒙的邮政编码为76340，INSEE市镇编码为76744。

## 政治
维莱苏富卡蒙所属的省级选区为厄镇县。

## 人口

1962-2008年间维莱苏富卡蒙人口变化图示

维莱苏富卡蒙于2022年1月1日时的人口数量为185人。